# Kazimierz Partyka (pułkownik)
Kazimierz Partyka (ur. 9 stycznia 1890 w Komarnie, zm. wiosną 1940 w Kijowie) – pułkownik intendent z wyższymi studiami wojskowymi Wojska Polskiego, działacz niepodległościowy, kawaler Orderu Virtuti Militari, ofiara zbrodni katyńskiej.

## Życiorys
Syn Józefa i Anny z Tyrawskich. Jego rodzeństwem byli: Bronisława (1899–1886), Julianna (1893–1949, po mężu Szajnowska), Marian (ok. 1895 – ok. 1914), Marianna (1902–1994, po mężu Kamińska). W 1911 zdał z odznaczeniem egzamin dojrzałości w C. K. VIII  Gimnazjum we Lwowie. Ukończył studia na Uniwersytecie Franciszkańskim we Lwowie. Należał do Drużyn Polowych we Lwowie. Po wybuchu I wojny światowej wstąpił do Legionów Polskich. Ukończył legionową szkołę ekonomiczno-administracyjną. Odbył szlak wojenny w 2 kompanii I batalionu w 2 pułku piechoty.
Po odzyskaniu przez Polskę niepodległości wstąpił do Wojska Polskiego. Przydzielony do 36 pułku piechoty Legii Akademickiej został następnie skierowany na stanowisko kierownika Loterii Klasowej na Inwalidów Wojennych. 
3 maja 1922 został zweryfikowany w stopniu kapitana ze starszeństwem z dniem 1 czerwca 1919 i 3. lokatą w korpusie oficerów zawodowych administracji, dział gospodarczy, a jego oddziałem macierzystym był Wojskowy Okręgowy Zakład Gospodarczy Nr I w Warszawie. W tym samym roku został powołany do Wyższej Szkoły Intendentury w Warszawie, w charakterze słuchacza Kursu normalnego 1922-1924. W 1924 awansował na stopień majora ze starszeństwem z dniem 1 lipca 1923. 31 października tego roku, po ukończeniu kursu, został przydzielony do Wydziału Kwaterunkowego Departamentu VII Intendentury Ministerstwa Spraw Wojskowych. Uzyskał tytuł oficera dyplomowanego. Pracował także Wojskowych Zakładach Zaopatrzenia Intendenckiego i Taborowego, od 1929 w Kierownictwie Centralnego Zaopatrzenia Intendenckiego w Warszawie na stanowisku kierownika wydziału.  Został awansowany na stopień podpułkownika intendenta ze starszeństwem z dniem 1 stycznia 1932. W 1938 został szefem Intendentury Dowództwa Okręgu Korpusu Nr II w Lublinie. Na pułkownika został awansowany ze starszeństwem z 19 marca 1939 i 1. lokatą w korpusie oficerów intendentów, grupa intendentów z wyższymi studiami wojskowymi.
Po agresji ZSRR na Polskę został aresztowany przez NKWD 25 października 1939. Był przetrzymywany w lwowskich więzieniach Brygidki i na Zamarstynowie. W marcu 1940 został przewieziony do więzienia przy ulicy Karolenkiwskiej 17 w Kijowie. Tam został zamordowany przez NKWD na wiosnę 1940. Jego nazwisko znalazło się na tzw. Ukraińskiej Liście Katyńskiej opublikowanej w 1994 (został wymieniony na liście wywózkowej 71/1-17 oznaczony numerem 2226; jego tożsamość została podana jako Kazimierz Partyk). Został pochowany na otwartym w 2012 Polskim Cmentarzu Wojennym w Kijowie-Bykowni.
Ofiarą zbrodni katyńskiej z tzw. Ukraińskiej Liście Katyńskiej był także por. rez. inż. Kazimierz Stepan, także maturzysta w C. K. VIII  Gimnazjum we Lwowie w 1910.
Jego prawnukiem jest Michał Kopczyński.

## Ordery i odznaczenia
- Krzyż Srebrny Orderu Wojskowego Virtuti Militari nr 7013 – 17 maja 1922[15] (za bohaterskie czyny w bitwie pod Nadwórną 26 października 1914)
- Krzyż Niepodległości – 1931 „za pracę w dziele odzyskania niepodległości”[16]
- Krzyż Walecznych[12]
- Złoty Krzyż Zasługi[12]
- Medal Pamiątkowy za Wojnę 1918–1921[17]
- Medal Dziesięciolecia Odzyskanej Niepodległości